# Aries-triangulidy
Aries-triangulidy (ATR) – coroczny rój meteorów aktywny od 9 do 16 września. Maksimum roju przypada na 12 września, a radiant znajduje się wówczas w gwiazdozbiorze Trójkąta. Aktywność roju jest określana jako niska, a jego obfitość wynosi 3 meteory/h. Prędkość w atmosferze meteorów tego roju jest średnia (35 km/s).